# 工具马克思主义
工具马克思主义（英語：Instrumental Marxism），又称精英模式，是一种马克思主义理论，认为政府和实权职位上的决策者往往有着共同的商业或阶级背景，他们的决策将反映他们的商业或阶级利益。该理论认为，国家的角色更具个性而不是非个性，在那些掌权者中，裙带关系和偏袒行为很常见，因此经济精英和国家精英之间的共同背景是显而易见的。该理论认为，由于国家内部财富的高度集中，国家行为者的行动旨在通过通过有利于经济上占优势阶级的政策来保障和增加他们的财富。该理论还指出，那些从商界转向政界并在政策制定中拥有发言权的人“同样也不太可能发现那些与他们所认为的商业利益相违背的政策有何优点。”该理论倾向于将国家和法律视为经济上占优势的阶级个体用来达到自己目的的工具，特别是维持经济剥削的工具，同时促进对其霸权的意识形态认同。
工具马克思主义与结构马克思主义形成对比，后者认为决策者的阶级背景纯粹是现代国家“资产阶级”性质的偶然因素，而这种性质则被视为国家和法律在资本主义社会客观结构中的地位的结果，以及它们在再生产的生产关系和私有财产方面的客观功能（即独立于意识的功能），无论参与其管理的个体的阶级背景如何。
英国社会学家、马克思主义理论家拉尔夫·米利班德通常被认为是工具马克思主义的主要支持者。